# Nyedzi Kpokpoya
Gloria Nyedzi Kpokpoya, surnommée « Kpo », née le 3 décembre 1976 à Saint-Brieuc (Côtes-du-Nord) et morte le 13 novembre 2024 à Marseille, est une joueuse française de basket-ball.

## Biographie
Formée à L'INSEP pendant trois ans, elle rejoint successivement l'Union sportive Valenciennes Olympic, l'ASPTT Aix-en-Provence, l'Avenir de Rennes et Villeneuve-d'Ascq. Elle joue également une saison en Italie avec la Gescom Viterbo. Son palmarès en club inclut l’Euroleague avec Valenciennes (Final Four) et une finale européenne en coupe Ronchetti avec Aix en Provence.[réf. nécessaire]
41 fois sélectionnée en équipe de France entre le 28 décembre 1994 à Berck contre l'Allemagne et le 23 juin 1996 à Cagliari contre Cuba, elle présente un total de 136 points avec pour meilleure performance de 22 points.
Après une Maîtrise en Droit des affaires, elle obtient un MBA à l'EDHEC Business School de Lille. En 2012, elle prend la direction de la filiale anglaise d'un cabinet de conseil spécialisé en finances de marché. Passionnée par les sujets touchant à  l'optimisation des performances, elle crée et anime le programme en "Partage d'Expériences" , dédié aux athlètes  désireux d’amorcer leur reconversion après leur carrière sportive. Elle est également sports model au sein de la prestigieuse agence internationale W.Athletics (basée à Londres) pour laquelle elle réalise divers projets publicitaires. Toujours londonienne, elle publie en 2014 Rebond, livre qui propose de transposer son expérience sportive dans le management.[source insuffisante]
Nyedzi Kpokpoya meurt le 13 novembre 2024 à Marseille à l'âge de 47 ans.

## Clubs
- 1994-1996 :  Union sportive Valenciennes Olympic
- 1996-1998 :  ASPTT Aix-en-Provence
- 1998-1999 :  Avenir de Rennes
- 1999-2002 :  Villeneuve-d'Ascq
- 2002-2003 :  Gescom Viterbo
- 2004-2005 :  Saint-Amand-les-Eaux

## Palmarès
- Finaliste de la Coupe Ronchetti avec ASPTT Aix-en-Provence
- Final Four Euroleague avec Union sportive Valenciennes Olympic